# Hubert Parry
Charles Hubert Hastings Parry, född 27 februari 1848 i Bournemouth, Dorset, död 7 oktober 1918 i Littlehampton, West Sussex, var en brittisk musikhistoriker, pedagog och kompositör verksam i London och Oxford. 

## Biografi
Parry blev professor i komposition vid det nyinrättade Royal college of music i London 1883 och dess chef 1894. Där utöver var Parry professor vid universitetet i Oxford 1900-1908. Han var verksam inte bara som kompositör på de flesta av musikens områden utan även som författare. Han utgav bland annat The evolution of the art of music (1896) och Style in musical art (1911).
Av hans verk är troligen psalmen Jerusalem, till text av den romantiske poeten William Blake, mest känd internationellt. Särskilt i hans hemland, men inte publicerad i svenska psalmböcker, spelas An English Suite för stråkorkester en hel del. Hans solosånger är också kända.
Parry finns representerad i Den svenska psalmboken 1986 med ett verk som används för två olika psalmer (nr 352 och 509).

## Psalmer
- Av goda makter trofast innesluten (1986 nr 509), tonsatt 1904 och samma som
  - En vanlig dag när inget särskilt händer (1986 nr 352)
- Så vid som havets vida famn